# Калачеевский
Калачеевский — посёлок в Калачеевском районе Воронежской области России.
Административный центр Калачеевского сельского поселения.

## История
В 2015 году Посёлку Центрального отделения совхоза «Калачеевский» присвоено наименование Калачеевский.

## Улицы
| - ул. 40 лет Победы, - ул. Гагарина, - ул. Заводская, - ул. Заправочная, - ул. Коммунистическая, | - ул. Ленина, - ул. Народная, - ул. Придорожная, - ул. Приовражная, - ул. Садовая, | - ул. Советская, - пер. Советский, - ул. Сосновая, - ул. Строителей, - ул. Центральная. |

## Население
| 2010 |
| ---- |
| 1082 |